# Comté de Cosnac
Le comté de Cosnac (le s ne se prononce pas) est une ancienne principauté féodale français. Appartenant à la province de Saintonge, il était centré sur la ville de Cosnac (Cônac), aujourd'hui rétrogradée au rang de simple hameau de Saint-Thomas-de-Conac.
Il comprenait, outre Cosnac — siège du château comtal, des halles seigneuriales et d'un archiprêtré — les paroisses de Saint-Dizant-de-Cosnac (Saint-Dizant-du-Gua), de Saint-Rémy-de-Cosnac (Sainte-Ramée), de Saint-Cyr-du-Taillac (Saint-Ciers-du-Taillon), de Saint-Thomas-de-Cosnac (Saint-Thomas-de-Conac), de Saint-Saturnin-de-Cosnac (Saint-Sorlin-de-Conac) et de Saint-Georges-de-Cosnac (Saint-Georges-des-Agoûts). Il perd toute existence légale au moment de la réorganisation territoriale de 1790.

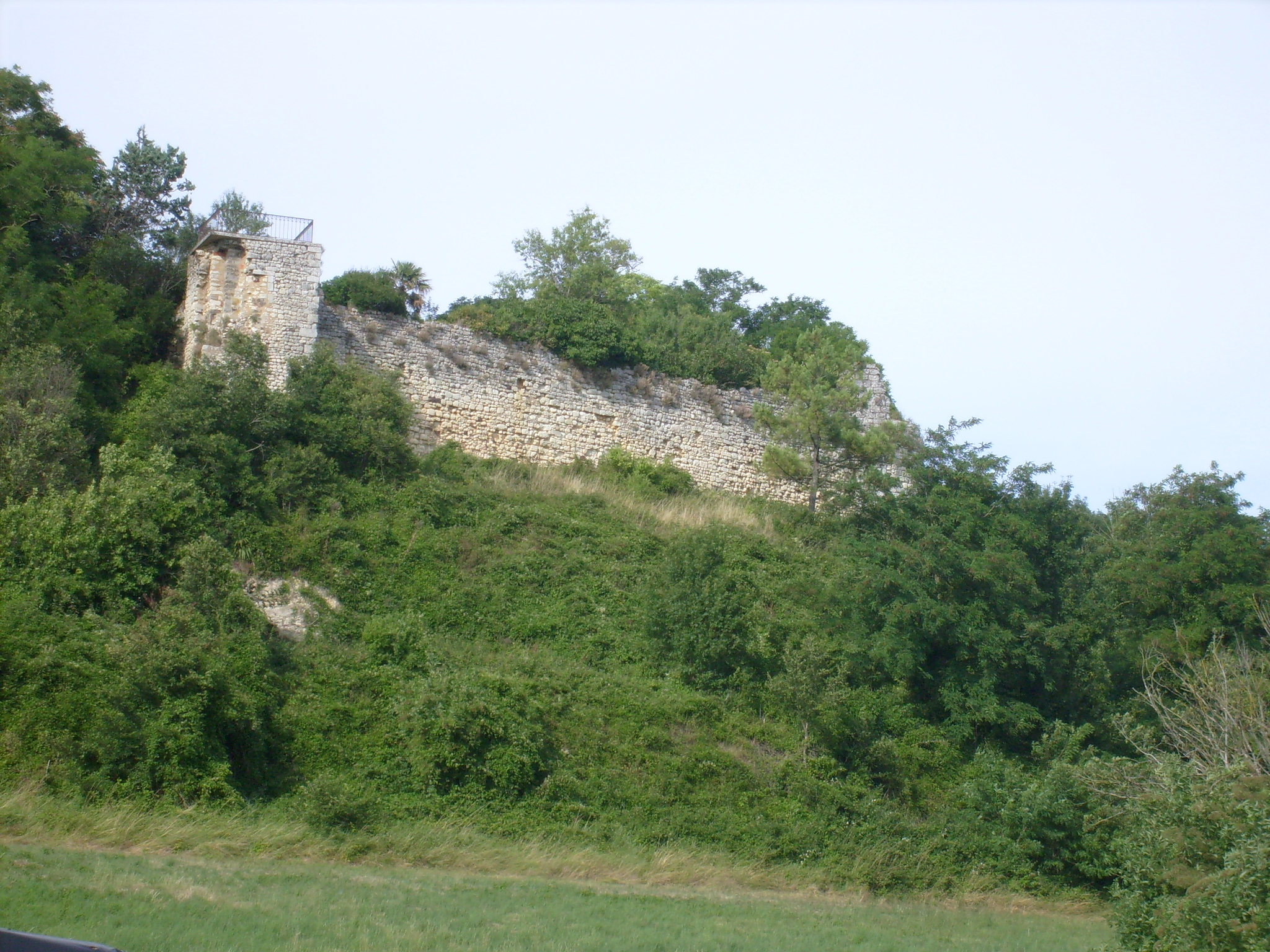
Les ruines du château des comtes de Cônac, dans la commune de Saint-Thomas-de-Conac.

Héritier d'une viguerie dont ont peine à situer les prémices — l'historien André Debord évoque une possible création au Xe siècle, ce qui reste incertain — le comté de Cosnac est, au cours du Moyen Âge, un territoire prospère, organisé autour du bourg du même nom (ceinturé de remparts au XIIIe siècle, lui valant le titre de « ville close ») et du château comtal, dominant l'estuaire de la Gironde. Convoité au cours des périodes d'anarchie, d'abord par Henry de Grosmont, comte de Derby et capitaine du roi-duc Édouard III pendant la guerre de Cent Ans, puis par les armées protestantes au cours des Guerres de religion — Agrippa d'Aubigné participant aux combats — le bourg sombre dans une relative décadence au cours du XVIIe siècle, en dépit des richesses que représentent les marais tout proches. Le cardinal de Richelieu ne s'y trompe pas et se porte acquéreur du comté (et d'un certain nombre de fiefs saintongeais : Saujon, Cozes...) en 1640.
Au XVIIIe siècle, les relevés de l'ingénieur Claude Masse montrent un château presque ruiné, des halles encore debout mais des remparts hors d'état. Au moment de la Révolution, le comté de Cosnac perd non seulement toute existence légale, mais son chef-lieu n'est même pas érigé en commune.
Les seigneurs, puis comtes de Cosnac avaient droit de basse, de moyenne et de haute justice. La justice était rendue par un juge-sénéchal, assisté d'un procureur fiscal, d'un greffier, de sergents et de notaires. Cette fonction s'est perpétuée jusqu'à la Révolution. Parmi les droits seigneuriaux en usage dans le comté figuraient le droit de péage (sur les véhicules traversant le bourg de Saint-Cyr), le droit de plaçage (sur les bestiaux amenés aux foires de Cosnac et de Saint-Cyr) ou le droit de pont (sur les charretées de foin); s'y ajoutaient un certain nombre de corvées.

## Sources
1. ↑  Saint-Thomas-de-Cônac, une histoire en bord d'estuaire, Dominique Rousseau, p.34
2. ↑  Saint-Thomas-de-Cônac, une histoire en bord d'estuaire, Dominique Rousseau, p.31
3. ↑  in Histoire politique, civile et religieuse de la Saintonge et de l'Aunis, par Daniel Massiou, p.227, tome IV, livre III
4. ↑  Saint-Thomas-de-Cônac, une histoire en bord d'estuaire, Dominique Rousseau, p.85
5. ↑  Saint-Thomas-de-Cônac, une histoire en bord d'estuaire, Dominique Rousseau, p.93
6. ↑  Saint-Thomas-de-Cônac, une histoire en bord d'estuaire, Dominique Rousseau, p.